# Округ Озборн (Канзас)
Округ Озборн (енгл. Osborne County) је округ у америчкој савезној држави Канзас. По попису из 2010. године број становника је 3.858. Седиште округа је град Озборн.

## Демографија
Према попису становништва из 2010. у округу је живело 3.858 становника, што је 594 (13,3%) становника мање него 2000. године.
| Група             | 2000.         | 2010.         |
| Белци             | 4.378 (98,3%) | 3.743 (97,0%) |
| Афроамериканци    | 3 (0,1%)      | 8 (0,2%)      |
| Азијати           | 9 (0,2%)      | 18 (0,5%)     |
| Хиспаноамериканци | 17 (0,4%)     | 46 (1,2%)     |
| Укупно            | 4.452         | 3.858         |